# Frans de Waal

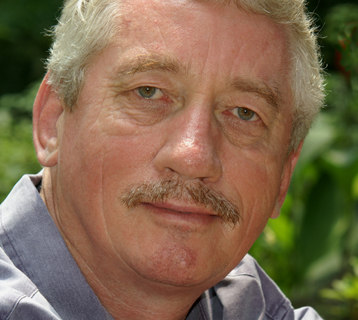
Frans de Waal (2005)

Fransiscus Bernardus Maria „Frans“ de Waal (* 29. Oktober 1948 in ’s-Hertogenbosch; † 14. März 2024 in Atlanta, Georgia, USA) war ein niederländischer Primatologe und Verhaltensforscher, der sich seit Anfang der 1970er-Jahre speziell mit Schimpansen und Bonobos befasste, aber auch mit Makaken, Kapuzineraffen, Elefanten und Buntbarschen.

## Leben
Frans de Waal studierte von 1966 bis 1973 in Nijmegen und Groningen Biologie, speziell Ethologie, und erwarb seinen Doktorgrad 1977 im Fach Biologie an der Universität Utrecht, wo er auch bis 1981 als wissenschaftlicher Assistent im Labor für vergleichende Physiologie im Burgers’ Zoo, Arnheim, tätig war. Danach wechselte er in die USA, wo er zunächst als Gaststudent und ab 1982 als Forschungsassistent am Wisconsin Regional Primate Research Center (WRPRC), Madison, tätig war. Ab 1988 hatte er eine Professur für Verhaltensforschung an der biologischen Fakultät der University of Wisconsin–Milwaukee inne. 1990 wurde er an der Fakultät für Psychologie der Emory University (Atlanta) zum Professor für Psychobiologie berufen. Ab 1991 war er ferner Direktor des Living Links Centers, eines Zentrums zur Erforschung der Evolution von Menschenaffen und Menschen im Yerkes National Primate Research Center in Atlanta.
Frans de Waal wurde durch zahlreiche populärwissenschaftliche Buchveröffentlichungen über das Verhalten von Menschenaffen auch im deutschsprachigen Raum bekannt. 2007 wurde er von der US-amerikanischen Zeitschrift Time auf Platz 79 der Liste der einflussreichsten Menschen des Jahres gewählt.
Er starb im März 2024 im Alter von 75 Jahren in seiner Wahlheimat Atlanta im US-Bundesstaat Georgia an den Folgen von metastasiertem Magenkrebs.

## Forschungsbereich
Die Schwerpunkte von de Waals Arbeiten lagen in der Erforschung der tierischen und menschlichen Entwicklung von Kultur, Moral und dem Entstehen von Empathie und Altruismus als einer der Grundlagen der Sozialisation innerhalb von Gruppen und im Speziellen der daraus später entstehenden besonderen Aspekte der Menschwerdung. De Waal ging davon aus, dass das Entstehen von Moral und Kultur keine rein menschlichen Leistungen sind und sich daher auch im Tierreich herausgebildet haben müssen. De Waal sah dabei die Moral als einen evolutionären Prozess an, der geschaffen wurde, um soziale Normen untereinander zu entwickeln und dadurch die Befähigung zu erhalten, Konfliktlösungsstrategien und Mechanismen zur gegenseitigen Hilfe in sozialisiert lebenden Gruppen herauszubilden.
De Waals erste Studien im Zoo von Arnheim in den 1980er-Jahren beschäftigten sich mit dem Sozialverhalten von Schimpansen. De Waal fand heraus, dass Affen durch starke soziale Bindungen innerhalb der Gruppe verbunden sind und die Individuen starke emotionale Bindungen untereinander eingehen, aber auch, dass Affen „tricksen, lügen und einander betrügen“. Seine frühen Forschungsergebnisse fasste de Waal in der populärwissenschaftlichen Veröffentlichung „Wilde Diplomaten“ zusammen.
In weiteren Studien beschäftigte sich de Waal mit dem Sozialverhalten von Orang-Utans, Bonobos und Gorillas. De Waal wies nach, dass bei allen Menschenaffen moralische Verhaltensweisen wie „Helfen“ und „Gutsein“ vorkommen und schloss daraus, dass sich soziale Verhaltensweisen mit der Evolution herausgebildet haben, da sie dem Individuum und der Gruppe den maximalen Vorteil eingebracht hätten. Je mehr sich Affen untereinander helfen, desto besser sei dies für die Gemeinschaft. De Waal untersuchte intensiv die Sexualität von Menschenaffen und stellte hier große Unterschiede fest. Während Sex bei Schimpansen fast immer etwas mit Dominanz und Unterwerfung zu tun habe, diene die Sexualität der Bonobos dem Spannungsabbau in allen möglichen Situationen und verlaufe viel harmonischer.
Was den vom Menschen definierten Begriff der Kultur betrifft, ging de Waal von einer eigenen, abgewandelten Definition aus.

„Kultur ist eine Lebensweise, die von Mitgliedern einer bestimmten Gruppe geteilt wird, aber nicht zwangsläufig auch mit den Mitgliedern anderer Gruppen derselben Spezies. Sie umfasst Kenntnisse, Gewohnheiten und Fertigkeiten einschließlich zugrundelegende Tendenzen und Präferenzen, die aus der ständigen Begegnung mit anderen und dem Lernen von ihnen abgeleitet sind. Überall dort, wo systematische Unterschiede im Hinblick auf Kenntnisse, Gewohnheiten und Fertigkeiten zwischen Gruppen nicht durch genetische oder ökologische Faktoren erklärt werden können, sind sie vermutlich kulturell bedingt. Die Frage, wie Individuen voneinander lernen ist zweitrangig: es kommt lediglich darauf an, dass sie es tun. Somit fallen Kenntnisse, Gewohnheiten und Fertigkeiten, die von Individuen aus eigenem Antrieb erworben wurde, nicht unter diesen Begriff der ‚Kultur‘.“

Da als Grundlage von menschlicher Kultur im Allgemeinen dann gesprochen wird, wenn es darum geht, Fähigkeiten entwickelt zu haben, welchen das Lernen, der Werkzeuggebrauch, die Verwendung von Symbolen und Zeichen oder die Vermittlung von Wissen entspricht, und um diese dann an nächstfolgende Generationen weiterzugeben, gilt es laut de Waal zu überdenken, ob eine solche Trennung von menschlicher Kultur und Natur in dieser Weise noch als gerechtfertigt angesehen werden kann.
De Waal ging in seinen Forschungen dabei im Besonderen auf Ansätze zurück, die zuerst von den beiden japanischen Primatologen Kinji Imanishi und Junichiro Itani in den 1950er-Jahren angewendet worden sind. Diese Betrachtungsweise gilt daher auch als ein gesonderter Weg der fernöstlich geprägten Verhaltensforschung, welche im Gegensatz zu den im ‚Westen‘ angewandten Methodiken steht. De Waal ging dabei – ebenso wie seine japanischen Kollegen – von einer mehr anthropomorphen Sichtweise von tierischem Verhalten aus und stellte dieses dem des Menschen vergleichend gegenüber, um daraus evolutionsgeschichtliche Gemeinsamkeiten von Menschen und Tieren miteinander zu vergleichen, voneinander abzuleiten und zu erklären.

## Auszeichnungen
- 1989: Los Angeles Times Book Award für Peacemaking among Primates
- 1993: Mitglied der Königlich Niederländischen Akademie der Wissenschaften
- 2004: Mitglied der US-amerikanischen National Academy of Sciences
- 2005: Arthur W. Staats Award, American Psychological Foundation
- 2005: Mitglied der American Philosophical Society
- 2007: Time Magazine 100 World’s Most Influential People Today
- 2008: Fellow der American Academy of Arts & Sciences
- 2009: Doctor Honoris Causa, Universiteit voor Humanistiek (Niederlande)
- 2009: Medal, Ariëns Kappers (Netherlands Institute for Neuroscience)
- 2009: Medal, Società di Medicina & Scienze Naturali, Parma (Italien)
- 2010: Orden vom Niederländischen Löwen
- 2012: Ig-Nobelpreis (mit Jennifer Pokorny) für eine Studie über individuelles Erkennen bei Schimpansen[11]

## Schriften (Auswahl)

### Monografien
- Chimpanzee politics: power and sex among apes. Jonathan Cape, London 1982, ISBN 978-0-224-01874-6.
  - Deutsche Ausgabe: Unsere haarigen Vettern. Neueste Erfahrungen mit Schimpansen. Harnack Verlag, München 1983, ISBN 3-88966-001-0.
- Peacemaking among Primates. Harvard University Press, Cambridge, Mass. 1989.
  - Deutsche Ausgabe: Wilde Diplomaten. Versöhnung und Entspannungspolitik bei Affen und Menschen. Carl Hanser Verlag, München 1991, ISBN 3-446-16003-5.
- Good natured: the origin of right and wrong in humans and other animals. Harvard University Press, Cambridge, Mass. 1996, ISBN 0-674-35660-8.
  - Deutsche Ausgabe: Der gute Affe. Der Ursprung von Recht und Unrecht bei Menschen und anderen Tieren. dtv, München (1997) 2000, ISBN 3-423-33057-0.
- Bonobo - the forgotten ape. University of California Press, Berkeley, 1997, ISBN 0-520-20535-9.
  - Deutsche Ausgabe: Bonobos. Die zärtlichen Menschenaffen. Birkhäuser Verlag, Basel 1998, ISBN 3-7643-5826-2. (zusammen mit Frans Lanting)
- My Family Album: Thirty Years of Primate Photography. University of California Press, Berkeley 2003, ISBN 978-0520236158.
  - Deutsche Ausgabe: Eine schöne Verwandtschaft. Das Familienleben der Menschenaffen. Nymphenburger Verlagsbuchhandlung, München 2004, ISBN 3-485-01019-7.
- The ape and the Sushi master. Reflections of a Primatologist. Basic Books, New York 2001, ISBN 978-0465041756.
  - Deutsche Ausgabe: Der Affe und der Sushimeister. Das kulturelle Leben der Tiere. Dtv, München 2005, ISBN 3-423-34164-5.
- Our inner ape. Riverhead Books, New York, 2005. ISBN 1-57322-312-3.
  - Deutsche Ausgabe: Der Affe in uns. Warum wir sind, wie wir sind. Carl Hanser Verlag, München 2006, ISBN 3-446-20780-5.
- Primates and philosophers  How Morality Evolved. Princeton University Press 2006, ISBN 0-691-12447-7
  - Deutsche Ausgabe: Primaten und Philosophen. Wie die Evolution die Moral hervorbrachte. Carl Hanser Verlag, München 2008, ISBN 978-3-446-23083-5.
- The Age of Empathy. Nature's lessons for a kinder society. Harmony Books, New York 2009, ISBN 978-0-307-40776-4.
  - Deutsche Ausgabe: Das Prinzip Empathie. Was wir von der Natur für eine bessere Gesellschaft lernen können. (Orig.: The age of empathy). Carl Hanser Verlag, München 2011, ISBN 978-3-446-23657-8.
- The Bonobo and the Atheist. In Search of Humanism Among the Primates. W. W. Norton, New York, 2013. ISBN 978-0-393-07377-5.
  - Deutsche Ausgabe: Der Mensch, der Bonobo und die zehn Gebote. Klett-Cotta Verlag, Stuttgart 2015, ISBN 978-3-608-98045-5.
- Are We Smart Enough to Know How Smart Animals Are? W. W. Norton & Co., New York 2016, ISBN 978-0393246186.
- Mama’s Last Hug: Animal Emotions and What They Tell Us about Ourselves. W. W. Norton & Co., New York 2016, ISBN 978-0393635065.
  - Deutsche Ausgabe: Mamas letzte Umarmung. Klett-Cotta, 2020, ISBN 978-3-608-96464-6.
- Different. Gender through the Eyes of a Primatologist. W. W. Norton & Co., New York / London 2022, ISBN 978-1324007104.
  - Deutsche Ausgabe: Der Unterschied. Was wir von Primaten über Gender lernen können. Aus dem Englischen übersetzt von Claudia Arlinghaus. Klett-Cotta, Stuttgart 2022, ISBN 978-3-608-98639-6. Rezension.[12]

### Zeitschriftenbeiträge (Auswahl)
- The End of Nature Versus Nurture. (Memento vom 19. Mai 2015 im Internet Archive) Im Original publiziert in: Scientific American vom 1. Dezember 1999, S. 94–99.
- Frans B. M. de Waal, Michelle L. Berger: Payment for labour in monkeys. In: Nature. Band 404, Nr. 6778, 2000, S. 563–563, doi:10.1038/35007138, PMID 10766228.
- Joshua M. Plotnik, Frans B. M. de Waal, Diana Reiss: Self-recognition in an Asian elephant. In: Proceedings of the National Academy of Sciences of the United States of America. Band 103, Nr. 45, 2006, S. 17053–17057, doi:10.1073/pnas.0608062103, PMID 17075063, PMC 1636577 (freier Volltext).
- Frans de Waal: Bonobos, Left & Right. In: skeptic.com. 8. August 2007, abgerufen am 16. März 2024 (englisch).
- Frans B. M. de Waal: Putting the Altruism Back into Altruism: The Evolution of Empathy. In: Annual Review of Psychology. Band 59, Nr. 1, 2008, S. 279–300, doi:10.1146/annurev.psych.59.103006.093625, PMID 17550343 (berkeley.edu [PDF]).
- Frans B. M. de Waal: Darwin's last laugh. In: Nature. Band 460, Nr. 7252, 2009, S. 175–175, doi:10.1038/460175a, PMID 19587747 (emory.edu [PDF]).
- Frans B. M. de Waal, Pier Francesco Ferrari: Towards a bottom-up perspective on animal and human cognition. In: Trends in Cognitive Sciences. Band 14, Nr. 5, 2010, S. 201–207, doi:10.1016/j.tics.2010.03.003, PMID 20363178.
- Joshua M. Plotnik, Richard Lair, Wirot Suphachoksahakun, Frans B. M. de Waal: Elephants know when they need a helping trunk in a cooperative task. In: Proceedings of the National Academy of Sciences of the United States of America. Band 108, Nr. 12, 2011, S. 5116–5121, doi:10.1073/pnas.1101765108, PMID 21383191, PMC 3064331 (freier Volltext).

## Zitate
„Da wir von einer langen Ahnenreihe gesellig lebender Primaten abstammen, hat uns die Natur ein starkes Bedürfnis nach Zugehörigkeit zu einer Gruppe, nach Zusammenleben und Zusammenarbeiten mit Artgenossen mitgegeben, und das bestimmt in hohem Maße unser Verhalten gegenüber unseresgleichen.“
„Wir können zeigen, dass wesentliche Elemente menschlichen Wirtschaftsverhaltens wie Reziprozität – Gutes mit Gutem vergelten –, faires Teilen und Kooperation sich nicht auf unsere Spezies beschränken. Wahrscheinlich entwickelten sie sich bei anderen Tierarten, weil sie ihnen dieselben Selektionsvorteile bieten wie uns: Ein Individuum kann ein Optimum an Nutzen von einem anderen beziehen, ohne die gemeinsamen, für das Gruppenleben unabdingbaren Interessen zu beeinträchtigen.“

## Belege
1. ↑  De man die mens en aap dichter bij elkaar bracht. Frans de Waal (1948–2024). Auf: nrc.nl vom 16. März 2024.
2. ↑  Quelle der Daten: Frans B.M. de Waal. (Memento vom 29. März 2009 im Internet Archive) Im Original publiziert auf: hanser.de.
3. ↑  Coco Masters: Frans de Waal - The 2007 TIME 100 - TIME. In: content.time.com. 3. Mai 2007, abgerufen am 16. März 2024 (englisch).
4. ↑  Hendrik Spiering: De man die mens en aap dichter bij elkaar bracht – NRC. In: nrc.nl. 16. März 2024, abgerufen am 16. März 2024 (niederländisch).
5. ↑  Im Kapitel „Das Schwert des Drachentöters – Warum helfen wir anderen“ in Richard David Precht: Wer bin ich – und wenn ja wie viele? Eine philosophische Reise. Goldmann, München 2007, ISBN 978-3-442-31143-9. Seite 133
6. ↑    - Frans de Waal: Peacemaking among Primates. Harvard University Press, Cambridge, Mass 1989. deutsch *Frans de Waal: Wilde Diplomaten. Versöhnung und Entspannungspolitik bei Affen und Menschen. Carl Hanser Verlag, München 1991, ISBN 3-446-16003-5.
7. ↑  Im Kapitel „Das Schwert des Drachentöters – Warum helfen wir anderen“ in *Richard David Precht: Wer bin ich – und wenn ja wie viele? Eine philosophische Reise. Goldmann, München 2007, ISBN 978-3-442-31143-9. werden de Waals Forschungen detailliert beschrieben.
8. ↑  vergleiche *Frans de Waal: Bonobo Sex and Society The behavior of a close relative challenges assumptions about male supremacy in human evolution. Scientific American, Cambridge, Mass 1995. deutsch *Frans de Waal: Die zärtlichen Menschenaffen. Birkhäuser Verlag, Basel 1998, ISBN 3-7643-5826-2.
9. ↑  Frans de Waal: Der Affe und der Sushimeister, 2001.
10. ↑  Frans de Waal: Der Affe und der Sushimeister, 2001.
11. ↑  Faces and Behinds: Chimpanzee Sex Perception. (PDF; 1,3 MB) In: Advanced Science Letters. Band 1, 2008, S. 99–103, doi:10.1166/asl.2008.006.
12. ↑  Sonja Kastilan: Alphatiere, überall. In: Frankfurter Allgemeine Sonntagszeitung Nr. 42, 23. Oktober 2022, S. 57.
13. 1 2  Tierische Geschäfte in Spektrum der Wissenschaft. Dossier Fairness, Kooperation, Demokratie 5, 2006, S. 73.

| Personendaten    | Personendaten                                            |
| ---------------- | -------------------------------------------------------- |
| NAME             | Waal, Frans de                                           |
| ALTERNATIVNAMEN  | Waal, Fransiscus Bernardus Maria de (vollständiger Name) |
| KURZBESCHREIBUNG | niederländischer Zoologe und Verhaltensforscher          |
| GEBURTSDATUM     | 29. Oktober 1948                                         |
| GEBURTSORT       | ’s-Hertogenbosch                                         |
| STERBEDATUM      | 14. März 2024                                            |
| STERBEORT        | Atlanta, Georgia, Vereinigte Staaten                     |